# Girls Trip
Girls Trip é um filme de comédia estadunidense de 2017 estrelado por Regina Hall, Queen Latifah, Tiffany Haddish e Jada Pinkett Smith, dirigido e escrito por Malcolm D. Lee, Kenya Barris e Tracy Oliver com base em uma história da experiência de ambos com suas amigas. O filme conta a história de um grupo de amigas que viaja até a cidade de Nova Orleães para curtir um festival de música com o intuito de reconectar os laços da amizade.
Girls Trip estreou no Festival Americano de Filmes Negros em  Miami no dia 14 de Junho de 2017 e foi lançado nos cinemas dos Estados Unidos pela Universal Pictures no dia 21 de Julho do mesmo ano. Recebeu criticas positivas principalmente pela atuação de Tiffany Haddish,  foi escolhido pela Time (revista) como um dos top dez filmes de 2017. Arrecadou $140 milhões de dólares pelo mundo , incluindo mais de $100 milhões de dólares arrecadados por quem consumiu o filme de seus lares, sendo a primeira comédia de 2017 a alcançar tal feito. Foi também a primeira vez que um filme de uma roteirista afro-americana ultrapassou a marca de $100 milhões de dólares. O filme recebeu vários prêmios e indicações de várias organizações de premiação e crítica.

## Enredo
Em uma tentativa de se reconectar com suas amigas da época da faculdade, a escritora de estilo de vida Ryan Pierce, apelidada de "a próxima Oprah", decide convidar suas amigas para uma viagem apenas de garotas ao Essence Music Festival em Nova Orleans, onde será a oradora principal. Conhecida como "Flossy Posse", o grupo inclui Sasha, uma ex-jornalista da revista Time que agora é dona de um site de fofocas e está lutando financeiramente; Lisa, uma enfermeira e mãe solteira tensa que não tem namorado desde o divórcio anos antes; e Dina, uma festeira impulsiva que foi demitida após bater uma colega de trabalho por ter comido seu almoço.
As amigas festejam durante o festival, porém as brigas começam a aparecer após a descoberta de que Stewart, marido de Ryan, possui uma amante. Essa descoberta começa a gerar atritos dentro do grupo por descordarem uma da opinião das outras.

## Elenco
- Regina Hall - Ryan Pierce[2]
- Queen Latifah - Sasha Franklin
- Jada Pinkett Smith - Lisa Cooper
- Tiffany Haddish - Dina[3]
- Larenz Tate - Julian Stevens[2]
- Mike Colter - Stewart Pierce
- Kofi Siriboe - Malik
- Kate Walsh - Elizabeth Davelli
- Deborah Ayorinde - Simone
- Lara Grice - Bethany
- Tonea Stewart - Marian
- Mike Epps - Vendedor

## Produção
Em fevereiro de 2014 a Universal Studios anunciou que o diretor Malcolm D. Lee e o produtor Will Packer iriam trabalhar juntos em um filme chamado Girls Trip, com a escritora da South Park, Erica Rivinoja. Em maio de 2016, a Universal Studios marcou a data para o lançamento do filme para 11 de agosto de 2017. Também foi declarado que a atriz Regina Hall estrelaria o filme e que  Kenya Barris e Tracy Oliver estavam reescrevendo o roteiro. Oliver contou ao programa The Hollywood Reporter que ela gostaria de quebrar as barreiras do politicamente correto e retratar "Mulheres negras sendo livres e se divertindo assim como qualquer outra pessoa. Eu penso que nós precisamos mostrar todos os aspectos das vidas negras. Eu amo o filme Moonlight, eu amo figuras escondidas, mas eu também quero ver algumas pessoas que estão se divertindo e mostrar mulheres se divertindo". Queen Latifah e Jada Pinkett Smith se juntaram ao elenco no início de Junho de 2016, e Larenz Tate iniciou as gravações no fim do mesmo mês. A data de lançamento do filme foi alterada para 21 de Julho de 2017 com as primeiras filmagens sendo gravadas no início de junho de 2016 em New Orleans, Louisiana, incluindo filmagens no Essence Music Festival de 2016.

## Recepção

### Crítica
No agregador de críticas Rotten Tomatoes, o filme possui uma classificação de aprovação de 91%, com base em 168 avaliações, com uma classificação média de 6,94 / 10. O consenso dos críticos do site diz: "Girls Trip é a rara comédia de classificação R que amplia os limites para um efeito verdadeiramente cômico - e ancora suas gargalhadas em personagens convincentes trazidos à vida por um elenco brilhantemente montado". No Metacritic, o filme tem uma pontuação de 71 de 100, com base em 35 críticos, indicando "críticas geralmente favoráveis". O público entrevistado pelo CinemaScore deu ao filme uma nota média de "A +" em uma escala de A + a F, e PostTrak relatou que os espectadores deram uma pontuação geral positiva de 82%, com 67% dizendo que definitivamente o recomendariam.
Para a Variety, Peter Debruge escreveu "Quando se trata de comédias de estúdio de Hollywood, na maioria das vezes, temos sorte de conseguir uma cena inesquecível, enquanto os roteiristas de Girls Trip Kenya Barris e Tracy Oliver apresentam pelo menos meia dúzia. E, em vez de simplesmente deixando uma piada eficaz permanecer, eles dobram, explorando tudo que vale a pena".  Para CinemaBlend, Mike Reyes escreveu: "Embora ainda haja muitos clichês desgastados pelo tempo em Girls Trip, há um sentimento genuíno de amizade e comédia em toda parte, que torna o filme uma das comédias mais surpreendentes deste verão. Você pode acreditar que essas quatro mulheres são as melhores amigas, o que nem sempre é fácil ou focado em uma comédia desse tipo. Girls Trip tem uma energia inegável, eventualmente conquistando o público com um tema de amizade que é bem construído no contexto do filme. "

## Trilha Sonora
Créditos adaptados da plataforma Tidal.
| N.º            | Título                              | artista (s)        | Duração |  |
| 1.             | "Treat 'Em Right"                   | Chubb Rock         | 4:44    |  |
| 2.             | "Good Times Roll"                   | GRiZ, Big Gigantic | 4:06    |  |
| 3.             | "Lovely Day"                        | The Soul Rebels    | 3:16    |  |
| 4.             | "Ascension (Don't Ever Wonder)"     | Maxwell            | 5:48    |  |
| 5.             | "Because of You (Girls Trip Remix)" | Ne-Yo              | 3:05    |  |
| 6.             | "If It Isn't Love"                  | New Edition        | 3:46    |  |
| 7.             | "Bling Bling"                       | B.G.               | 4:00    |  |
| 8.             | "Feel So Good"                      | Mase               | 3:27    |  |
| 9.             | "She's a Bitch"                     | Missy Elliott      | 4:02    |  |
| 10.            | "Ain't No Way"                      | Aretha Franklin    | 4:13    |  |
| 11.            | "Do Whatcha Wanna, Pt. 2"           | Rebirth Brass Band | 6:21    |  |
| 12.            | "Ryan's Theme"                      | David Newman       | 4:54    |  |
| Duração total: | Duração total:                      | Duração total:     | 51:42   |  |